# Kurokawa Sumire
Kurokawa Sumire (黒川 すみれ (Hắc-Xuyên Hạ-Mục) 25 tháng 4 năm 1991/30 tháng 1 năm 1989 –)  là một nữ diễn viên khiêu dâm người Nhật Bản. Cô thuộc về công ti MINDS.
Các tên cũ của cô là Inagawa Natsume (稲川 なつめ (Đạo-Xuyên Cận)) (từ năm 2011 đến 2013) và Nishida Natsu (西田 那津 (Á-Điền Na-Tân)) (năm 2020).

## Sự nghiệp
Năm 2010 cô ra mắt ngành phim khiêu dâm. Ban đầu cô đã xuất hiện dưới nhiều tên diễn khác nhau, nhưng từ năm 2011 cô hoạt động dưới tên Inagawa Natsume. Cô thuộc về công ti Five Promotion.
1/11/2013, cô ra mắt ngành múa thoát y tại Shinjuku NewArt, tuy nhiên đã dừng toàn bộ hoạt động giải trí vào cùng năm.
Vào năm 2018, cô trở lại ngành phim khiêu dâm dưới tện Kurokawa Sumire. Công ti chủ quản của cô là Mine's.
5/2/2020, cô thông báo trên trang Twitter mới rằng cô đã chuyển công ti chủ quản sang Life Promotion và đã đổi tên thành Nishida Natsu (sinh ngày 30/1/1989). Ngày 7/11 cùng năm, cô đã rời Life Promotion. Sau đó, cô chuyển lại công ti chủ quản thành Mine's và tiếp tục hoạt động dưới tên Kurokawa Sumire.
Vào tuần ngày 27/6/2022,  cô xếp thứ nhất trong bảng xếp hạng sàn cho thuê FANZA với phim "Tổ hợp xuất tinh mạnh lấp đầy sự cô đơn của chị dâu với tinh dịch khi chị ấy đang đợi chồng quay về giữa đêm. Kurokawa Sumire" (真夜中に夫の帰りを待つ兄嫁の寂しさを精子で埋める中出し性交。黒川すみれ)。
Tháng 5/2023, cô đứng thứ 39 trong cuộc "bầu cử nữ diễn viên khiêu dâm SEXY năng động năm 2023" của Asahi Geinō. Vốn là người có nhiều kinh nghiệm trong ngành và đã đổi tên nhiều lần, cũng như bắt đầu nổi tiếng từ vùng Kansai, cô đã xếp thứ 50 tại vùng Kantō và thứ 23 tại vùng Kansai. Ngoài ra, cô đã xếp thứ 16 trong bảng xếp hạng nữ diễn viên khiêu dâm nửa đầu năm 2023 theo thông cáo của FANZA.

## Đời tư
- Cô sinh ra tại Shiga.[9]
- Sở thích của cô là thực hành kyūdō, thể dục dụng cụ, đến các quán cà phê và mua sắm.[1][9]
- Trước khi vào ngành, cô là một freeter, và khi tìm việc, cô đã nộp hồ sơ vào làm tại một cửa hàng tiện lợi, một cửa hàng cho thuê băng đĩa, và một công ti sản xuất phim khiêu dâm. Cô quyết định phỏng vấn tại nơi đầu tiên phản hồi lại, và công ti sản xuất phim khiêu dâm (Five Promotion) là nơi đầu tiên phản hồi lại cô.[10]
- Cô đã giữ trinh tiết của mình đến khi ra mắt ngành phim khiêu dâm.[10]